# Исправительные дома (раннее Новое время)

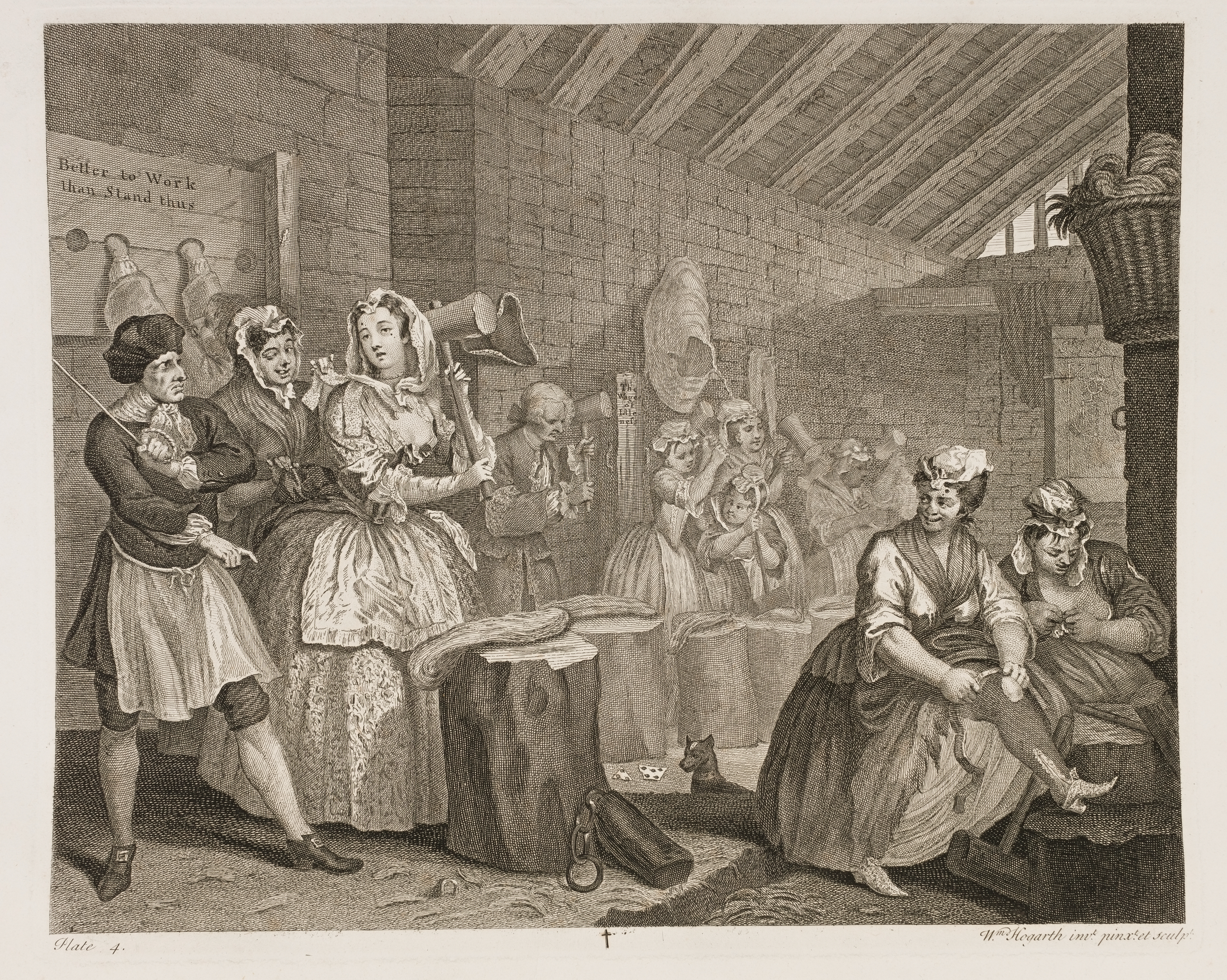
Картина Уильяма Хоггарта из серии «Карьера проститутки». Проститутка Молл в тюрьме Брайдуэлл. Она отбивает пеньку для петель палача, в то время как тюремщик угрожает ей и заставляет работать.

Исправительные дома — дома для содержания нищих и преступников в условиях тяжёлой физической работы.
Массовое нищенство, которое не поддавалось самым жестоким членовредительным наказаниям, послужило поводом к учреждению в Европе первых исправительных домов. Подобный дом был устроен в Лондоне в 1550 г.; затем в 1588 г. — в Амстердаме и специальный дом для помещения нищих детей в Нюрнберге; в 1613 г. — в Любеке, в 1615 г. — в Гамбурге и в 1682 г. в Мюнхене.
Туда заключались, однако, не только бродяги, нищие, разного рода преступники, но и рабочие и слуги за леность и дерзкое поведение. Вследствие этого исправительные дома вскоре переполнились и превратились в очаги разврата и заразных болезней (тюремный тиф).